# Naundorf (Thüringen)
Naundorf is een plaats en voormalige gemeente in de Duitse deelstaat Thüringen, en maakt deel uit van de gemeente Starkenberg in het district Altenburger Land.